# コンバットマガジン
『コンバットマガジン』は、ワールドフォトプレスが発行する銃及びエアソフトガンの月刊専門雑誌。1980年創刊。

## 解説
創刊当初はアメリカの銃専門雑誌『GUNS&AMMO』 (en:Guns & Ammo)と提携していた。
「ガン&ミリタリー」を標語に、最新の拳銃、ライフル、ショットガンなど主にアメリカやヨーロッパで販売されている実銃、兵士の個人装備品、戦場や演習のリポート、そしてエアソフトガン、モデルガンのレビューなどを掲載している。
同社は本誌創刊以前より「ワイルドムック」シリーズで軍事や銃器についての出版物を刊行していた。また、銃器の専門誌としては月刊『Gun』が存在していた。後発の本誌は、Gun誌と判形、ページ数、発売日、価格（創刊当時700円）などがほぼ同じであった。内容は、Gun誌に比べると、ミリタリー重視、若者向けの記事が多め、という違いがあった。
- 発行元であるワールドフォトプレスのモノマガジンのように衣料品などの紹介記事などに多くのページを割いている。
- 創刊当初より上田信や小林源文の劇画が連載されていた。なお、小林源文は後にソフトバンク社の雑誌へ移籍している。
- 国内外を問わずミリタリーショーや軍事博物館のレポートを積極的に掲載している。
- 自衛隊関連の記事を多く掲載していた時期もあった。
- 以前は[いつ?]不誠実な通販業者に批判的な記事をしばし掲載していた。
- エアソフトガンの簡単なチューンナップ以外で分解方法はあまり紹介されない。
- 以前より[いつ?]各国軍のレーションの紹介に力を入れており、戦闘糧食いわゆるミリメシブームの一旦を担った。別冊でミリメシのムックも出している。
- 広告欄が充実しており、老舗のガンショップやミリタリーショップが長年広告を出している。
- 販売収入より広告収入に頼らざるを得ない雑誌の性質上、近年[いつ?]は特集記事がスポンサーよりであると言われるようになった[誰によって?]。
- 同じワールドフォトプレス社のナイフ専門雑誌「ナイフマガジン」が2014年6月で休刊し、2015年にムック本として復活するまでは「特別収録」としてナイフマガジンの紙面が掲載されていた。
- 創刊号から長きに渡って、表紙上部には「COMBAT」とのロゴ（ミリタリーステンシル風の書体）が置かれていたが、2018年4月号より「CM」の新ロゴに変更された。
- 表紙は、銃器や兵士の写真だけでなく、イラスト、護衛艦、女性モデル（本職の自衛官、軍装の芸能人）なども登場している。ユニークなものとしては2020年4月号の「アメ横」という号もある。

## 主な記事
- Cat Shit One - 当初は本誌に連載されていた。後に『ストライクアンドタクティカルマガジン』誌に移される。
- ウッドストックGUN物語
- ミリめし特集 - 戦闘糧食ブームの一旦を担った。
- グリーンベレー曹長の経歴を持つ三島瑞穂による軍事用語解説。

## 主なライター
- Ichiro Nagata
- カリメンくん
- くろがねゆう
- ケン野沢
- ショットガンマーシー
- トモ ハセガワ

## 過去の記事
- きゃたぴらさなぎ 創刊当初にいた女性編集者。
- ヒサクニヒコ『私立探偵ハリー』 - 連載小説。イラストも担当。
- 雨宮淳『シェイプアップリポート』 - スクラッチビルドによるモデルガン（プラモデルの銃に近い）製作記事。イラストも担当。「明石正」名義。製作したのはリベレーターなど。

## その他

### 誌面に登場した芸能人
- タモリ - 1985年1月号。タモリ倶楽部でサバイバルゲームが取り上げられ、番組チームと本誌チームが対決し、その様子が掲載された。
- 松田純 - 1998年9月号の表紙とグラビアに登場。
- 釈由美子 - 2002年10月号の表紙に登場。『ゴジラ×メカゴジラ』出演時の陸上自衛官の服装であった。
- 吉岡美穂 - 2003年11月号の表紙に登場。『ゴジラ×モスラ×メカゴジラ 東京SOS』関連。

### 論評
- 椎名誠 - 1981年頃の朝日新聞の連載「マガジンジャック」にて本誌を「ポルノ雑誌より危険」と評した。掲載後に読者からの投書による論争が起きた。